# Cylindrothecium usambaricum
Cylindrothecium usambaricum là một loài Rêu trong họ Entodontaceae. Loài này được (Broth.) Paris mô tả khoa học đầu tiên năm 1900.